# Carl Rosenkampff
Carl Rosenkampff, född 17 oktober 1793 i Guvernementet Livland, Kejsardömet Ryssland, död 17 september 1846 i Helsingfors, var en finländsk militär och ämbetsman.
År 1812 naturaliserades livländaren Rosenkampff som finländsk adelsman och blev friherre 1817. Generalmajor blev han 1842. Rosenkampff utnämndes till inspektör för strömrensnings- och kanalarbetena i Finland 1817 och avancerade till chef över verksamheten 1827. På 1820-talet ledde han, bland den finska allmogen känd som "Forsbaronen" (på finska: "Koskiparoni"), arbetena med att sänka Längelmävesis vattenyta och kanalbyggena vid Taipale och Konnus i Leppävirta åren 1835-39. Han avled vid tidpunkten de förberedande arbetena på Saima kanal företogs. Annars var Rosenkampff utsedd till teknisk ledare. 

## Utmärkelser
- Sankt Annas orden, tredje klass,  1819[1]
- Sankt Vladimirs orden, fjärde klassen,  1821[1]
- Sankt Annas orden, andra klass,  1825[1]
- Sankt Annas orden, andra klass med kejsarkrona,  1834[1]
- Sankt Vladimirs orden, tredje klass,  1838[1]

[Redigera Wikidata]